# NIO ET7
NIO ET7 ⁣— ⁣ електричний седан середнього розміру, який випускає китайська компанія з виробництва електромобілів NIO.
Поставки почалися в першому кварталі 2022 року, замовлення можна зробити через додаток компанії.

## Огляд

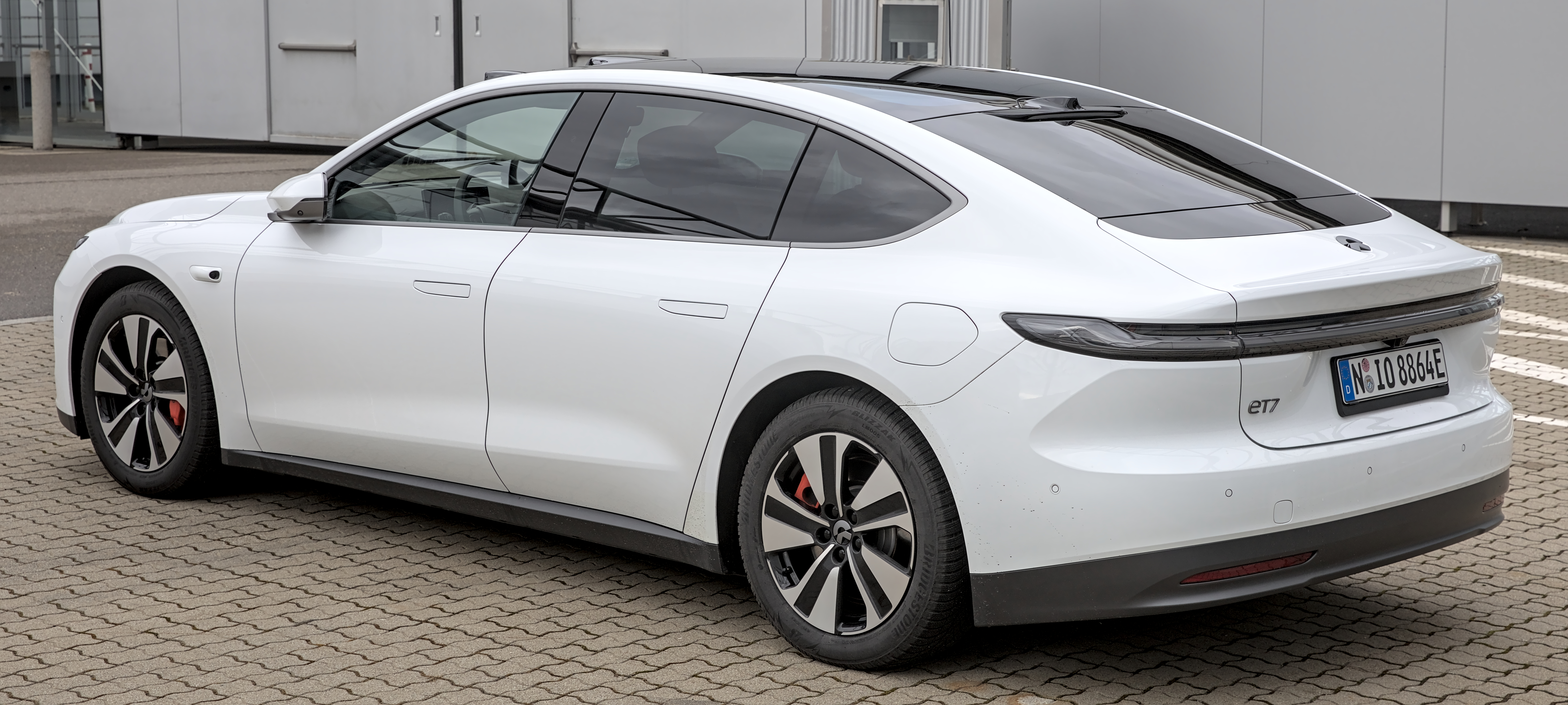
NIO ET7

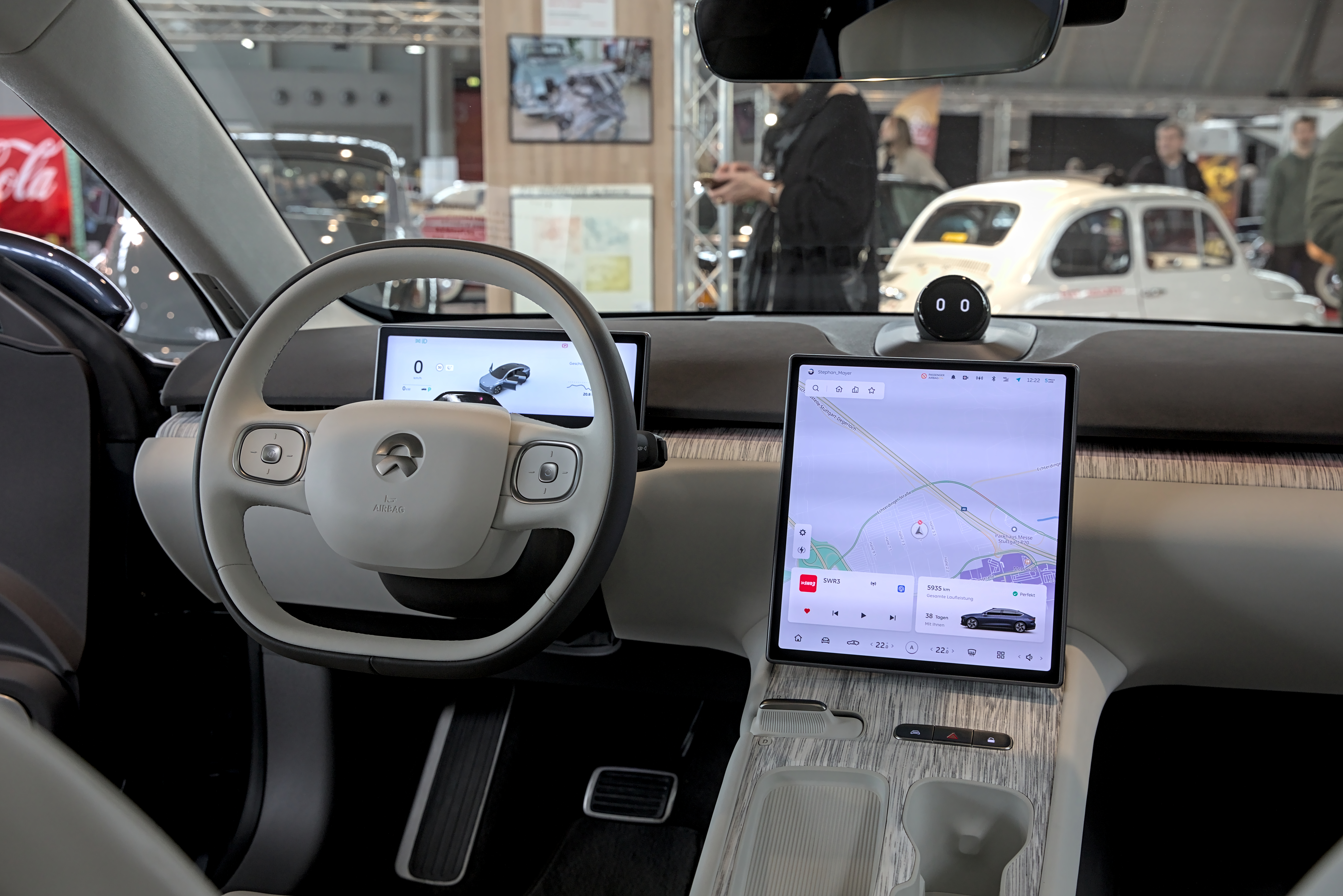

NIO ET7 був представлений в Китаї 9 січня 2021 року на заході «NIO Day» в Ченду, зберігаючи багато дизайнерських підказок концептуального автомобіля NIO ET Preview 2019. Він буде запущений на початку 2022 року зі стартовою ціною 448 000¥ (~ 69 200 доларів США). Він виступає прямим конкурентом седану Tesla S в Китаї.
Інтер'єр ET7 оснащений помічником ШІ на приладовій панелі, електронною панеллю приладів, великим центральним сенсорним екраном та аудіосистемою на 23 динаміки потужністю 1000 Вт.
Авто може розігнатися до 100 км за годину всього лише за 3,9 с.

### Технічні характеристики
NIO ET7 постачається з трьома варіантами акумулятора: акумулятором 70 кВт·год (пробіг за стандартом NEDC 500 км), акумулятором 100 кВт·год (пробіг за стандартом NEDC 700 км) та твердотільним акумулятором потужністю 150 кВт·год (пробіг за стандартом NEDC 1000 км), який має щільність енергії 360 Вт·год.
ET7 має два електродвигуни, один спереду та ззаду автомобіля, які забезпечують загальну потужність 653 к.с. 850 Нм. Прискорення від 0 до 100 км становить 3,9 секунди, гальмівний шлях від 100 до 0 км⁣ — ⁣ 33,5 м (109,9 фут), а коефіцієнт опору — ⁣ 0,23 Cd.
Авто із батареєю 150 кВт·год і пробігом 1000 км буде постачатися лише із 2022 року, ціна на нього ще не оголошена.
Електромобіль можна купити «без батареї», а батарею купити за підпискою: 70-кіловатна коштує 150 доларів в місяць, а 100-кіловатна — 230 доларів щомісячно.

### Система автономного водіння
Система автономного водіння в NIO ET7 називається NAD, тобто автопілот Nio Autonomous Driving. Він включає в себе також систему датчиків Aquila, яка використовує 33 датчика, включаючи 11 8-мегапіксельних камер високої роздільності та камеру високої чіткості на великі відстані, високу роздільну здатність LIDAR з дальністю 500 м (1 640,4 фут), 5 міліметрових радарів, 12 ультразвукових радарів та 2 високоточні позиціонуючі пристрої. Система автономного водіння Aquila генерує 8 гігабайт даних в секунду, які аналізує бортовий комп'ютер під назвою Adam. Adam має чотири процесори Nvidia Orion SoCs. Всього комп'ютер містить 48 ядер Cortex-A78 і 8096 ядер CUDA.
NAD із самого початку буде відповідати третьому рівню автономності.
Автопілот можна придбати за підпискою за 105 дол. на місяць.

## NIO ET Preview
Концепт електричного седана NIO ET Preview був представлений на Auto Shanghai у квітні 2019 року. Він презентує серію седанів ET від NIO, а точніше, серійний ET7. ET7 зберігає багато дизайнерських реплік та загальну форму, відмічену в концепції.

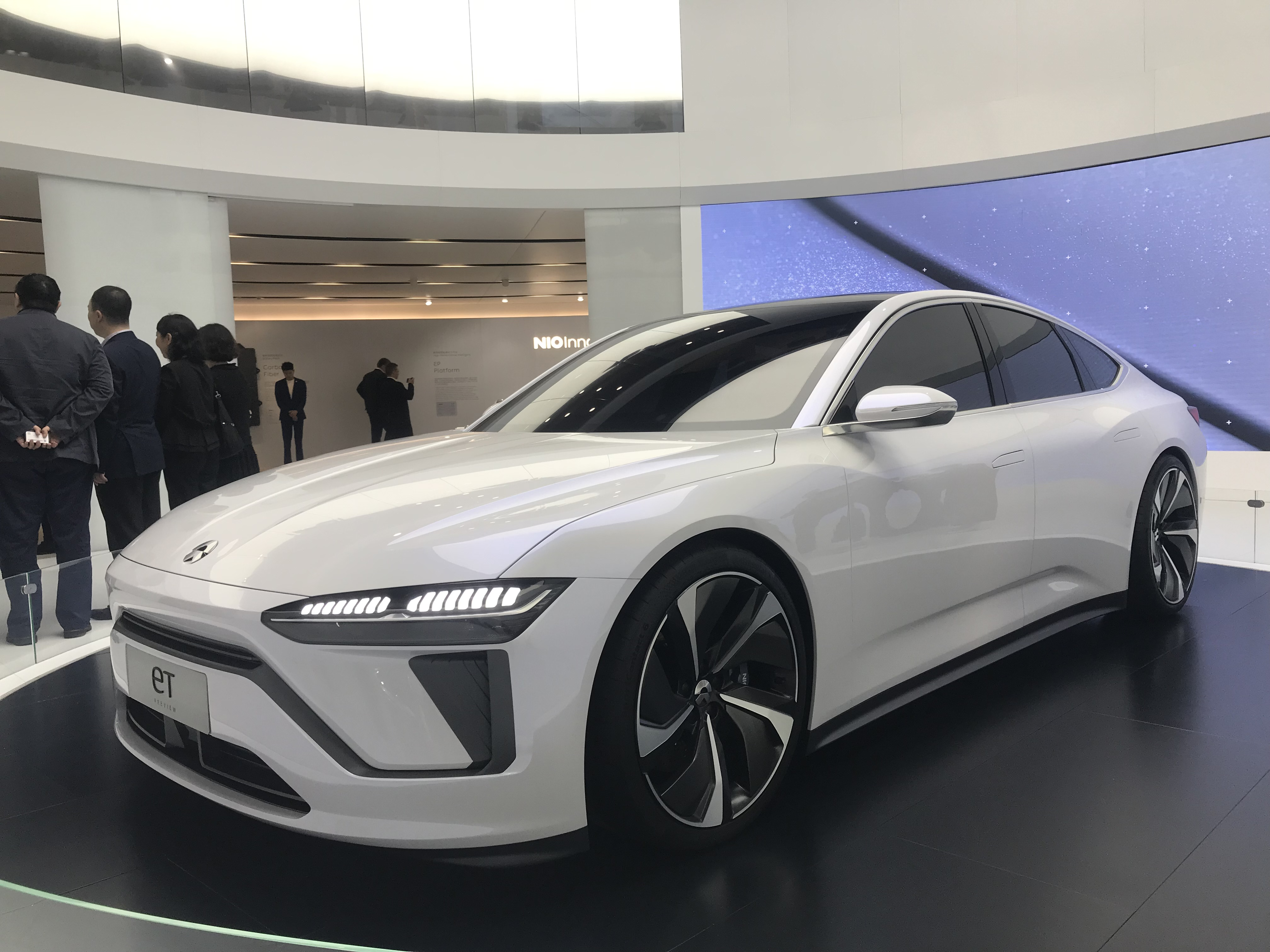
Концепція NIO ET Preview, спереду
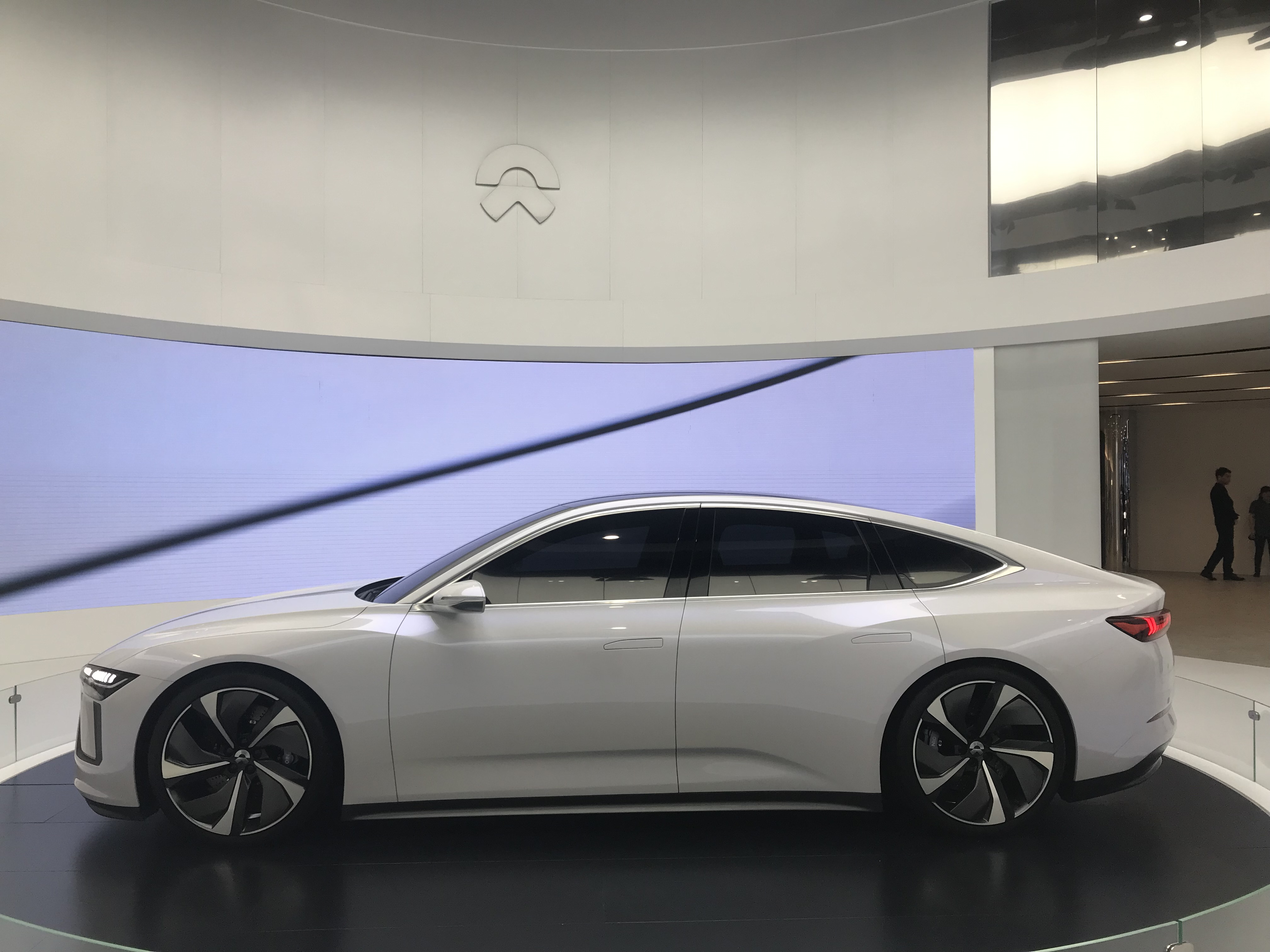
Концепція NIO ET Preview, збоку
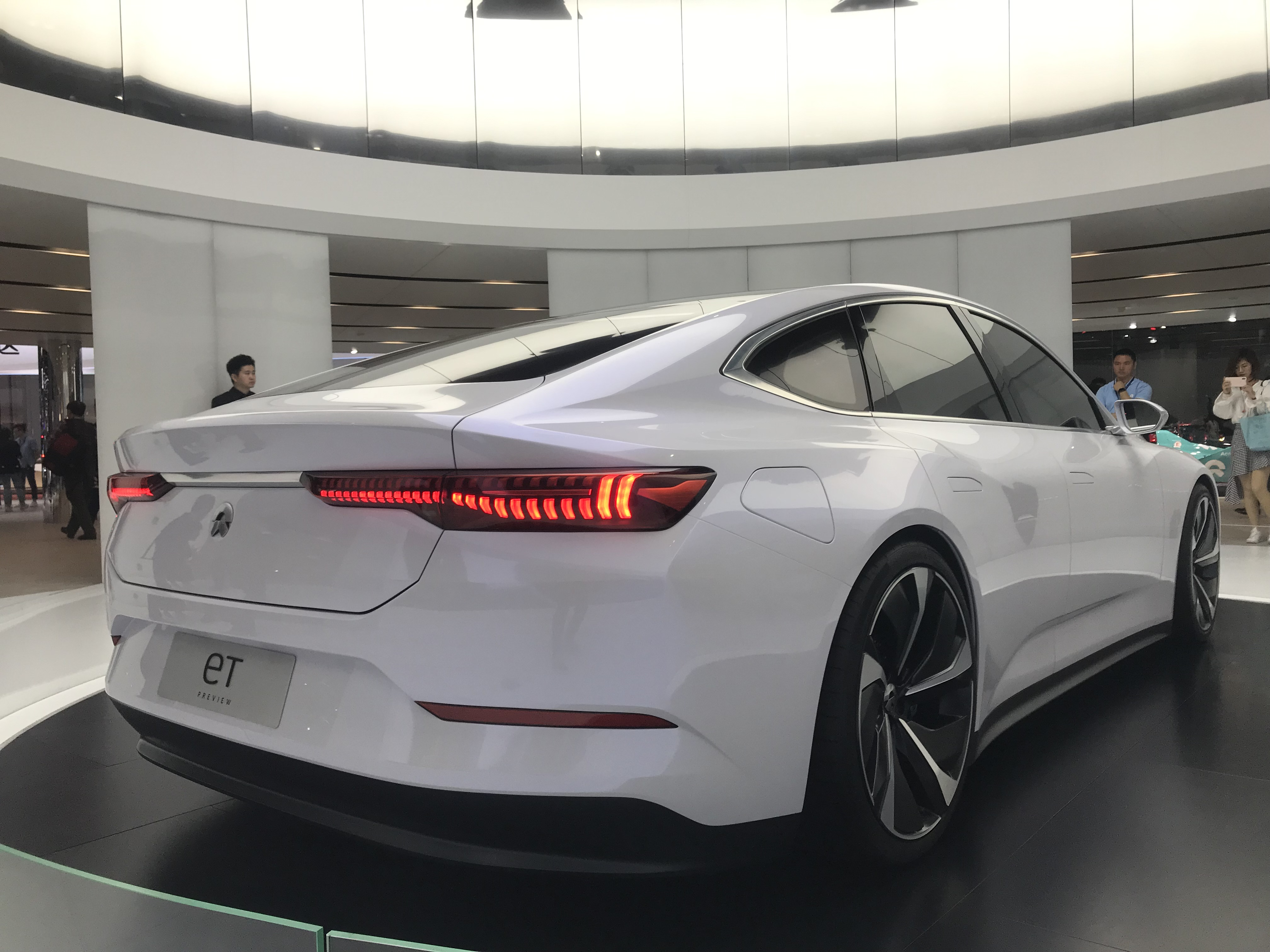
Концепція NIO ET Preview, ззаду